# ジェリー・ガルシア
ジェローム・ジョン「ジェリー」ガルシア（Jerome John "Jerry" Garcia, 1942年8月1日 - 1995年8月9日）は、アメリカ合衆国のミュージシャン。グレイトフル・デッドのリードギタリストであり、1960年代のカウンターカルチャーの象徴としてよく知られる。ガルシア自身はその役割を否定したが、グレイトフル・デッドのリーダーまたは「スポークスマン」と見なされた。
グレイトフル・デッドの創立者の1人として、ガルシアは30年のキャリアをバンドと共に過ごした。彼はまた、多様な各種のサイドプロジェクトに参加し、その中には長年の友人マール・サンダースと結成したサンダース-ガルシア・バンド、ジェリー・ガルシア・バンド、オールド・アンド・イン・ザ・ウェイ、ガルシア/グリスマン、リージョン・オブ・マリー、ニュー・ライダース・オブ・ザ・パープル・セイジ（ジョン・ドーソン、デヴィッド・ネルソンと共に結成）が含まれる。彼はまた何枚かのソロアルバムをリリースし、多くの他のミュージシャンのアルバムにセッションミュージシャンとして参加した。彼はその卓越したギター演奏で知られ、ローリング・ストーン誌の「ローリング・ストーンの選ぶ歴史上最も偉大な100人のギタリスト」において2003年は第13位、2011年の改訂版では第46位に選ばれている。
後年ガルシアは糖尿病に苦しみ、1986年には糖尿病性昏睡で生死の淵をさまよった。その後症状は多少改善したが、彼はこの他にもヘロインやコカイン中毒でも苦しみ、1995年8月、カリフォルニアの薬物リハビリ施設に入院中に心臓発作のため死去した。

## 生い立ち及び幼年期
ガルシアの父側の先祖はスペイン北西部のガリシア州出身であり、母側の先祖はアイルランド及びスウェーデン出身であった。ガルシアは1942年8月1日、カリフォルニア州サンフランシスコでホセ・ラモン「ジョー」ガルシアおよびルース・マリー「ボビー」（旧姓クリフォード）ガルシア夫妻の間に生まれる。母親もサンフランシスコ生まれであった。両親は作曲家のジェローム・カーンに因んで彼を名付けた。ジェローム・ジョンは夫妻の二番目の子どもで、兄のクリフォード・ラモン「ティフ」は1937年に生まれていた。クリフォードの誕生直前に、父親とそのパートナーはサンフランシスコのダウンタウンにあるビルを借りてバーに改装したが、これは届け出の無い事業であったため、ホセはミュージシャン組合から排斥された。
ガルシアは幼い頃から音楽の影響を受け、子ども時代に多くのピアノレッスンを受けた。父親はプロのミュージシャンを引退し、母親はピアノの演奏を楽しんだ。父親の家族（1919年にスペインから移住した）は増え、しばしば一緒に歌った。
ガルシアが4歳のとき、一家はサンタクルーズ山脈で休暇を過ごしていたが、ガルシアは事故で右手中指の2/3を失った。ガルシアと兄のティフは木材を切り刻んでいた。ティフが斧を持ち、ガルシアは木を押さえていた。ガルシアの手が木の近くを押さえていたため、ティフは誤って指を切り落としてしまった。母親はすぐに彼の手をタオルで包み、父親は近くの病院まで30マイル以上を運転して行った。数週間後、事故以来自分の指を見ていなかったガルシアは、風呂で包帯を外し、そのほとんどが失われていたことに驚いた。ガルシアは後に、近所の子どもにそれを見せびらかし、自らのアドバンテージに利用したことを打ち明けた。
ガルシアは幼い内にいくつかの悲劇を経験した。指のほとんどを失ってから1年足らずで父親が死去した。1947年、一家はカリフォルニア州北部のアーケータ近くで休暇を楽しんでいたが、父親はシックスリバーズ国有林にあるトリニティ川でフライフィッシングを行った。川に入って間もなく彼は岩場で滑り、深い急流に落ちてしまった。目撃した少年たちがすぐに助けを探し、近くにいた二人の漁師を呼んだ。父親は川から引き上げられたが、既に溺れていた。ガルシアは後に、父親が川に落ちるのを見たと主張したが、「A Long Strange Trip: The Inside Story of the Grateful Dead」の作者デニス・マクナリーは、そういった事実は無く、代わりにその話を何度も聞かされたことで記憶が形成されたと断言している。「Garcia: An American Life」の作者ブレア・ジャクソンは、ホセの死を記述した新聞記事が現場にいたとするガルシアについて言及をしなかったことや、彼を娘と誤認したことから、マクナリーの主張を裏付けている。
事故の後に母親は夫のバーを引き継ぎ、完全な所有権を得るためにパートナーから権利を買い取った。その結果、彼女はフルタイムで働くこととなり、生活のためにジェリーと兄を母方の祖父母、ティリーとウィリアム・クリフォードの元に送った。祖父母と暮らした5年間で、ガルシアは地元の小学校、モンロー・スクールに入学、数多くの自律性を楽しんだ。学校でガルシアは、3年生の先生に芸術的な才能について大いに激励された。彼女を通してガルシアは「人生において創造的な人間であることが生存可能性であること」に気づいた。ガルシアによると、彼が祖母に影響されてブルーグラスやカントリーミュージックに目覚めたのはこの頃だったとし、祖母はグランド・オール・オプリを毎週聴いて楽しんでいたという。しかしながら兄のクリフォードによると、それは事実でないと固く信じていた。「すべて（それ）を空想してたんだ...彼女はオプリに行ったとは思うが、ラジオでそれを聞く事は無かったよ」ガルシアが最初の弦楽器であるバンジョーを弾き始めたのはこの時期であった。
1953年、ガルシアの母親はウォリー・マツジーウィッツと結婚した。その後ガルシアと兄は母親と新しい義父の元に戻った。しかしながら、当時彼らが住んでいたエクセルシオール地区近隣には無法者達がいたとの評判で、一家はメンローパークに転居した。メンローパークでガルシアは人種差別と反ユダヤ主義に遭遇する。彼は直ちにそれらに嫌悪感を抱くようになった。同年、彼は兄からロックンロールとリズムアンドブルースを教えられ、レイ・チャールズやジョン・リー・フッカー、B.B.キング、ハンク・バラード、後にはチャック・ベリーを聴くようになった。クリフォードは、しばしば彼のお気に入りの曲のボーカルを記憶し、その後、ガルシアにハーモニー部分について学ばせた。ガルシアは後にこれが初期の耳のトレーニングになり、音楽活動に貢献したと考えた。
1957年中頃からガルシアはタバコを吸い始め、それはマリファナへの呼び水となった。ガルシアは後に、初めてマリファナを吸ったことを追想した。「僕と友人は2本のマリファナを持って、サンフランシスコ山のふもとの丘に行った。そしてそのマリファナを吸い、ハイになって笑い、吠え、おかしな真似をしながら通りを下り、まさにひどい時間を過ごした。」この頃、ガルシアはサンフランシスコ芸術大学で美術のプログラムに参加し、ビジュアルアートに対する興味を急成長させた。当時の教員にはウォリー・ヘドリックがいたが、彼は1960年代に名声を上げた。彼は授業において、ガルシアの素描や絵画の才能についてしばしば激励した。
同じ年の6月にガルシアは、地元のメンロー・オークススクールを卒業した。彼はその後家族と共にサンフランシスコに戻り、新しく建てられたバーの上のアパートに暮らした。ダウンタウンにあった古いバーは高速道路の入口が造られたため取り壊されていた。2ヶ月後、ガルシアの15歳の誕生日に母親はアコーディオンを買い与えたが、彼はひどく失望した。ガルシアは多くのブルースミュージシャン、特にチャック・ベリーとボ・ディドリーに長くあこがれていた。当時の彼の希望はエレキギターを手に入れることであった。何度かの嘆願の後、母親は地元の質屋でアコーディオンをダンエレクトロと小型アンプに交換した。ガルシアの継父は楽器に多少熟練しており、彼のギターを変わったオープンチューニングに合わせることを手伝った。
デンマン中学校で過ごした短い期間の後、ガルシアは1958年にバルボア高校の十年生に編入した。そこで彼は授業をサボったり喧嘩をしたりと、しばしばトラブルを起こした。その結果、1959年に母親はガルシアをトラブルから避けるため再び一家と共に、サンフランシスコの90マイル北にあるソノマ郡カサデロに転居した。この転居はガルシアにとって良い結果とはならなかった。最も近い学校であるアナリー高校はセバストポリにあり、彼は30マイルの距離をバスで通学しなければならず、それが彼をより一層不幸にした。しかしガルシアは、学校で「コーズ (Chords)」というバンドに加わった。バンドはコンテストに参加して優勝し、その報酬として彼らはビル・ジャスティスの「ラウンチー」を録音した。

## 経歴

### 転居とバンドの開始

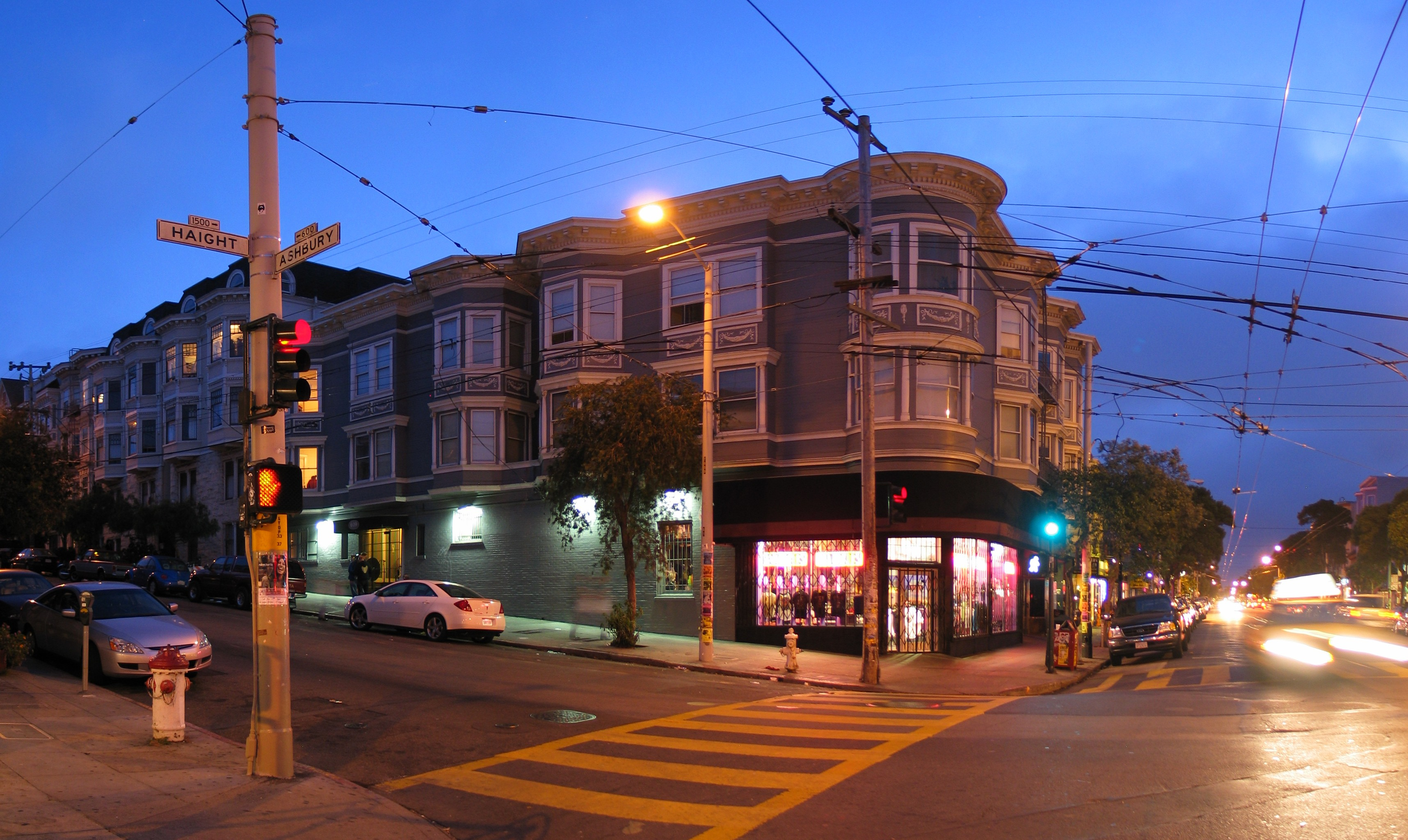
ヘイトアシュベリーの街角、グレイトフル・デッドは1966年秋から1968年春までアシュベリー710でハウスシェアしていた。

1960年にガルシアは母親の車を盗み、その罰として陸軍への入隊を強制された。彼はフォート・オードで基礎訓練を受ける。訓練後、プレシディオのフォート・ウィンフィールド・スコットに転属された。ガルシアは陸軍での自分の時間の大半を自分の趣味に費やし、点呼を欠席し、何度となく無断欠席した。その結果1960年12月14日に軍を除隊させられた。
1961年1月、ガルシアは中学時代の友人、レアード・グラントに会うためイーストパロアルトをドライブしていた。彼は軍のコックから1950年キャデラックセダンを買ったが、それが壊れる前にかろうじてグラントの家にたどり着いた。ガルシアはグラントの許しを得て数週間を彼の家で過ごし、結局彼の車を家代わりに使った。グラントを通じてガルシアは2月にディヴ・マックィーンに出会う。マックィーンはガルシアのブルースを何曲か聴き、彼を地元の人々や、スタンフォード大学そばの人気の下宿宿であったシャトーに紹介した。
1961年2月20日、ガルシアは16歳のアーティストで知人のポール・スピーゲル、シャトーの管理人であるリー・アダムズ、彼らの友人であるアラン・トリストと車に乗っていた。スピードを出してパロアルト退役軍人病院を過ぎ、車はカーブにさしかかった。車は時速90マイルの速度でガードレールに衝突、大きく横転した。ガルシアは文字通り靴から投げられたように、車のフロントガラス越しに外に投げ出され、後にそのことを思い出すことができなかった。運転していたリー・アダムズと、後部座席に座っていたアラン・トリストは同様に車から投げ出され、腹部負傷と脊柱骨折の重傷を負った。ガルシアは鎖骨を折りながらも安全な場所に逃げ出したが、スピーゲルは致命傷を負って車の中に残されていた。
ガルシアはこの事故で目覚め、後に「それは、私の人生が始まった所である。それまで私はいつも能力より少なく生きていた。私は怠けて過ごしていた。それは私の残りの人生のスリングショットであった。それは2番目のチャンスのようであった。それから私は真面目になった。」とコメントした。このとき、ガルシアはギターを本気で行う必要があることに気がつき始めた。これは彼の絵画に対する愛着をあきらめることを意味していた。
1961年4月、ガルシアは初めてロバート・ハンターと出会う。ハンターは後に深い友人となり、グレイトフル・デッドの作詞家としてガルシアに協力することとなる。2人はそれぞれサウスベイとサンフランシスコのアートおよびミュージックシーンで活動し、しばしばメンローパークのケプラーズ・ブックスで共に演奏した。ガルシアは自身初のコンサートをハンターと共に行い、それぞれ5ドルを得た。ガルシアとハンターはまた、ワイルドウッド・ボーイズというバンドでデヴィッド・ネルソンと共に演奏した。ネルソンは後にニュー・ライダース・オブ・ザ・パープル・セイジに参加し、いくつかのグレイトフル・デッドの作品にも参加している。
1962年、ガルシアはメンローパークのペリーレーン近郊（ケン・ケーシーが住んでいたところ）で行われたパーティーで、後にグレイトフル・デッドのベーシストとなるフィル・レッシュと出会う。レッシュは後に自伝で、ガルシアに出会い「暗く、巻き毛で、ヤギ髯、印象的な目」から作曲家ドビュッシーの写真を思い出したと記している。パロアルトでの別のパーティーで、レッシュはガルシアにアプローチし、レッシュのテープレコーダーで録音を行い、バークレーのラジオ局KPFAでのラジオショーをプロデュースした。古いウォレンサックのテープレコーダーで彼らは「マティ・グローブス」と「ロング・ブラック・ベール」などの曲を録音した。彼らの努力は無駄にはならなかった。これらの録音は90分の特別番組「"The Long Black Veil and Other Ballads: An Evening with Jerry Garcia"」としてKPFAで放送された。KPFAとグレイトフル・デッドの関係は今日まで続き、その中には多くの募金活動、インタビュー、ライブコンサート放送、バンドの演奏のレコーディングおよび終日またはすべての週末に放送される「デッド・オンリー」マラソンが含まれた。
ガルシアは間もなく、アコースティックギターとバンジョーの演奏を始め、教え始めた。ガルシアから教わった内の1人にボブ・マシューズがいたが、後に多くのグレイトフル・デッドのアルバムでエンジニアリングを務めている。マシューズはメンロー・アサートン高校に通い、ボブ・ウェアと友人関係にあった。1963年の大晦日に、マシューズはガルシアにウェアを紹介した。
1962年から1964年まで、ガルシアは主にブルーグラス、オールドタイム、フォークを演奏した。ガルシアと共にブルーグラスを演奏したバンドには、スリーピー・ホロウ・ホッグ・ストンパーズがある。ストンパーズはガルシアがギター、バンジョー、ハーモニカ、ヴォーカル、マーシャル・レスターがバンジョー、ギター、ヴォーカル、ディック・アーノルドがフィドルとヴォーカルを担当した。その後間もなく、ガルシア、ウェア、ロン「ピッグペン」マッカーナンと何人かの友人でジャグ・バンドのマザー・マクリーズ・アップタウン・ジャグ・チャンピオンを結成した。この頃、サイケデリックなLSDが人気を得ていた。ガルシアが初めてLSDを使用したのは1964年であった。後に、それがどのように人生を変えたか尋ねられたときに、彼は次のように語った。「ああ、それは全てを変えた[...]その効果は私を自由にした。なぜなら私は、私の連続した人生における小さい試みと、そうすることは本当はフィクションで、ちょうどうまくいきそうにないと突然理解したからだ。幸運にも私は、何か粉々になっているために、それに十分ではなかった。それはちょうど、私を非常に安心させる実感のようであった。」
1965年、マザー・マクリーズ・アップタウン・ジャグ・チャンピオンはベースのフィル・レッシュ、パーカッションのビル・クルーツマンが加入し、ワーロックスへと進化した。しかし、バンドは同名のグループ（それは後にヴェルヴェット・アンダーグラウンドになる）が存在していることに気付き、名前の変更の必要に迫られた。ガルシアはファンク・アンド・ワグネルの辞書を開き、「グレイトフル・デッド」を見つけた。「グレイトフル・デッド」の定義は、「慈善行為として死者の埋葬を手配した人物に対して謝意を示す死者または天使」であった。バンドの最初の反応は芳しいものではなかった。ガルシアは後にグループの反応を説明した。「私は本当はそれを好きではなかった。そして、本当に強力であることが判明した。［ボブ］ウェアはそれが好きでなかった。［ビル］クルーツマンはそれが好きではなく、そして、誰も本当にそれについて聞かされたくなかった。［...］」名前に対するメンバーの嫌悪感にもかかわらず、それはすぐに口コミによって広がり、まもなく彼らの公式名称になった。

### グレイトフル・デッドで

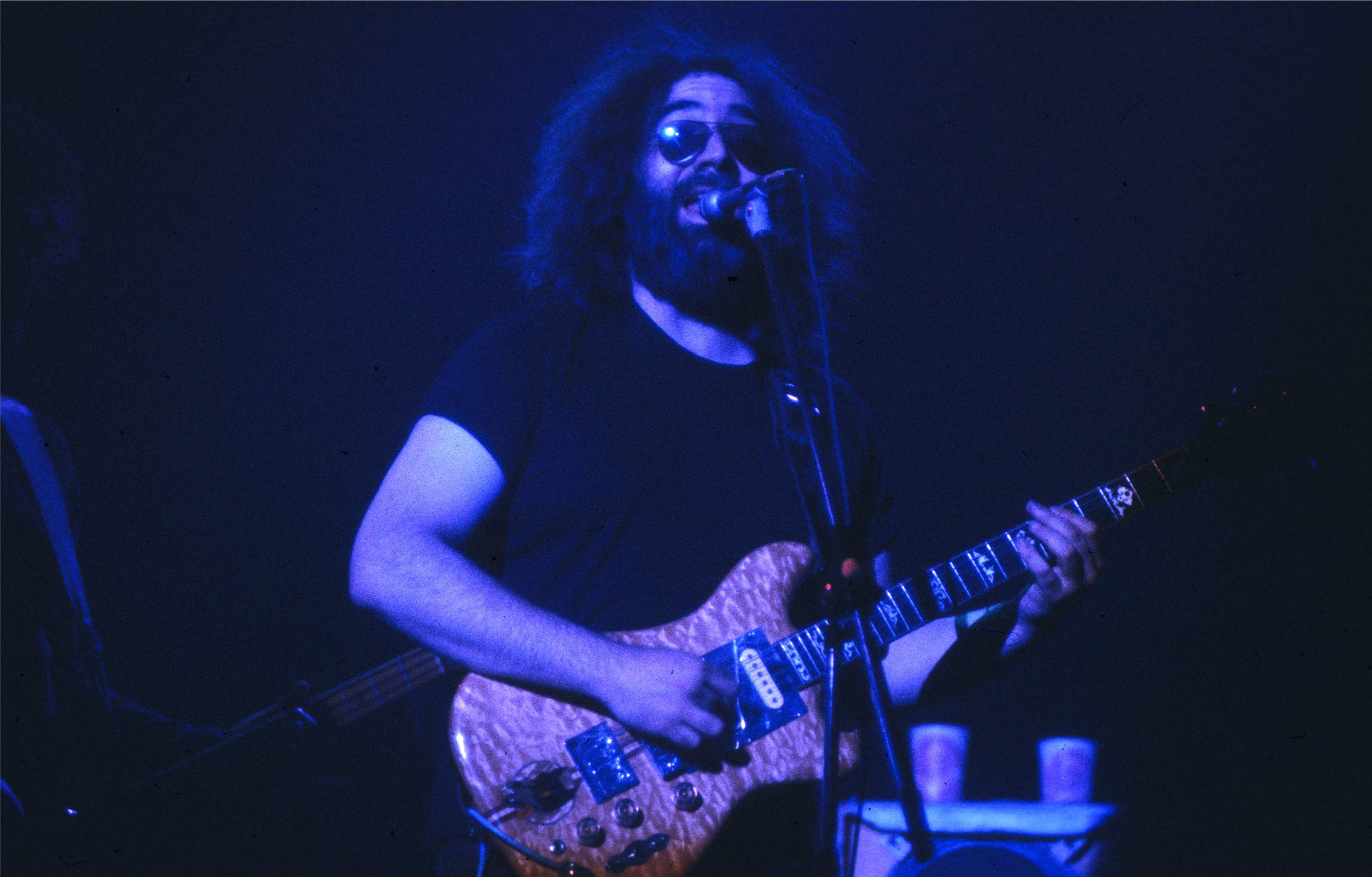
コンサートでのガルシア、ハートフォード・シビックセンターで、1980年

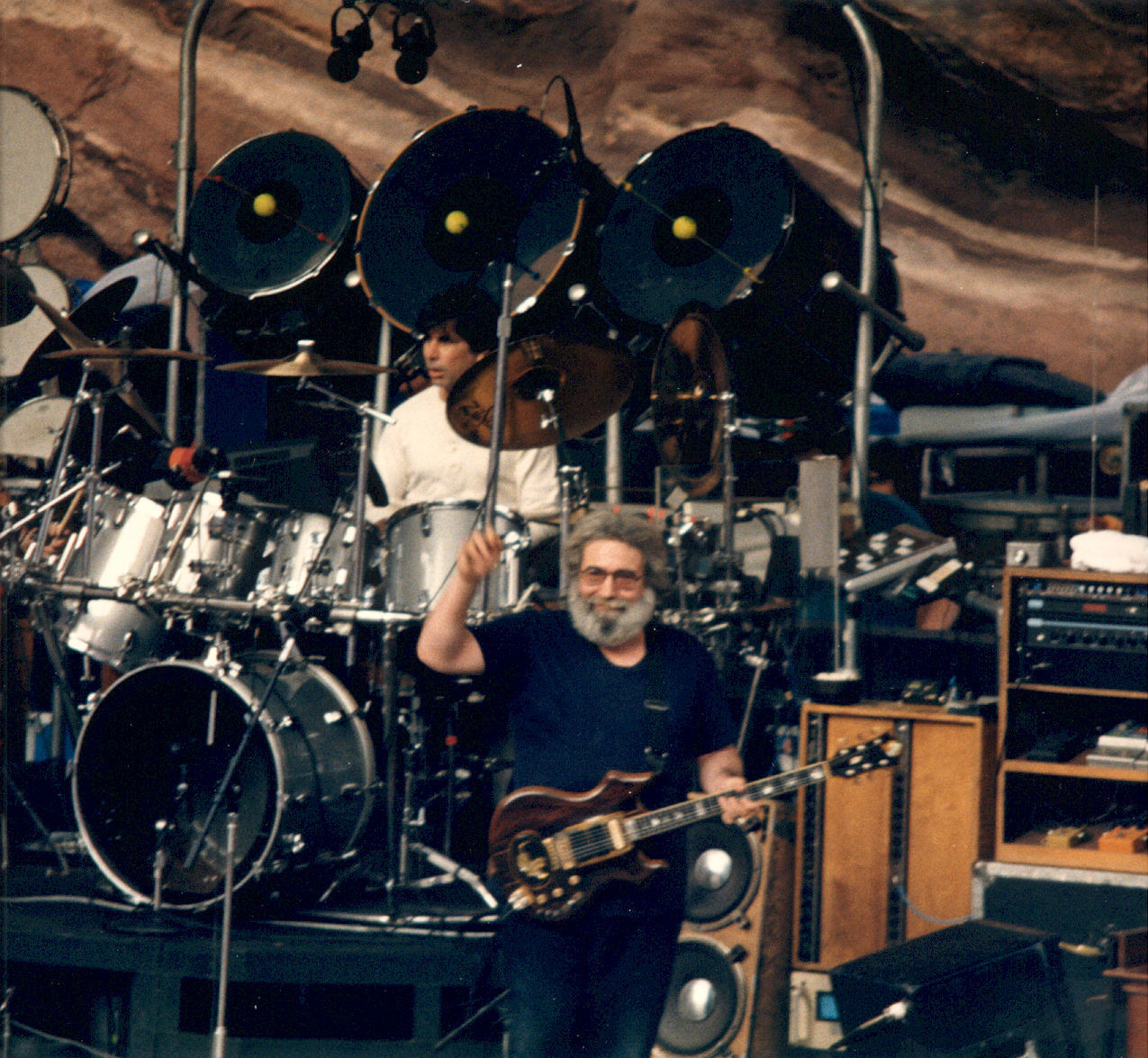
レッドロックス・アンフィシアターで、1987年。ドラムはミッキー・ハート

ガルシアはグレイトフル・デッドのキャリアを通してリードギタリスト、メインボーカリスト、作曲家の役割を担った。ガルシアは、「ダーク・スター」、「フランクリンズ・タワー」、「深紅のベゴニア」などの多くの曲を作曲した。ロバート・ハンターはガルシアの曲の大半の詩を書いた。
ガルシアは「情熱的なギター・インプロヴィセイジョン」でよく知られ、それはしばしば彼と仲間のバンドメンバーの相互作用を特徴とした。彼やバンドの名声は、おそらく2度と同じ方法で同じ歌を決して歌わないという能力に基づく。多くの場合、ガルシアはリズムギタリストのボブ・ウェアからキューを受け取り、そのことについて「そこにはいくつかの［ ... ］私を本当に慌てさせるであろう種類の考えがある。もし私が、2つのドラムとフィル［レッシュの］の革新的なベースでリズミカルに続くすべてのものの間に調和的なブリッジを作り出さなければならないならば。ウェアのそのような問題を解決する能力は驚異的だ。 [...] 調和的に、私はボブから自分のソロのキューを多く取る。」と語っている。
ソロへのアプローチを尋ねられると、ガルシアは次のように語った。「それは変わり続けている。私はまだ基本的にメロディーを中心に回り、それらを認めてフレーズがバラバラになった方法である。ほとんどのソロで、私はメロディーが奏でるフレーズを演奏する傾向がある。私のフレーズはより密集しているか、異なった価値を持つことができるけれども、それらは曲において同じ場所に存在する。[...]」
ガルシアとバンドは1965年の結成からガルシアが死去する1995年までほぼ毎年ツアーを行い、それは「エンドレスツアー」と呼ばれた。定期的に彼らは休養期間を取ったが、それは消耗または健康問題（しばしば不安定な健康やガルシアの薬物使用による）のためであった。グレイトフル・デッドは30年にわたる活動期間の中で、2,314回のショーを行った。
ガルシアの円熟したギタープレイは、彼が魅了された様々な音楽からの要素が混合された物であった。そのプレイからはブルーグラスのエコー（例えばアーサー・スミスやドク・ワトソンのプレイのような）が聴かれた。しかし、ブルーグラスの陰にある「ルーツ・ミュージック」もその影響を持ち、ケルト音楽のフィドル・ジグからの旋律的なリフも識別できる。初期のロック（ロニー・マック、ジェームズ・バートン、チャック・ベリーのような）、同時代のブルース（フレディ・キング、ローウェル・フルソン）、カントリー&ウエスタン（ロイ・ニコルズ、ドン・リッチ）、ジャズ（チャーリー・クリスチャン、ジャンゴ・ラインハルト）の要素もガルシアの演奏スタイルから聞くことができた。ドン・リッチはバック・オーウェンズが率いた1960年代のバンド「バッカルース」の注目されたギタリストであったが、しかしリッチのスタイルに加えて、ガルシアのペダルスチールギター（グレイトフル・デッドやその他の作品で）やエレキギターの演奏は、当時のバッカルースのもう一人のギタリスト、トム・ブラムリーの影響を受けていた。そして、ジョン・コルトレーンは即興のソロ演奏者としてガルシアに最も大きな音楽的影響を与えた1人であった。
ガルシアは後に自らの演奏スタイルを「酒場のロック、カントリーの系統だ。ちょうど私の物すべてがそこから来ているから。それは、フレディ・キングのような50年代後半から60年代前半に起こったブルースインストゥルメンタルのようなものだ。」と評した。ガルシアのスタイルは、演奏している曲と、使用している楽器によって変化することができた。しかし彼の演奏は、いくつかのいわゆる「サイン」を持っていた。それらはリズミカルなトリプレットに基づくリードラインであった。（例として「グッドモーニング・リトル・スクール・ガール」、「ニュー・スピードウェイ・ブギー」、「ブロークダウン・パレス」、「ディール」、「ルーザー」、「トラッキン」、「ザッツ・イット・フォー・ザ・アザー・ワン」、「U.S.ブルース」、「シュガリー」、「ドント・イーズ・ミー・イン」等が上げられる。）

### サイドプロジェクト
グレイトフル・デッドに加えて、ガルシアは多くのサイドプロジェクトに取り組み、その中でも最も有名だったのはジェリー・ガルシア・バンドであった。彼はまた、オールド・アンド・イン・ザ・ウェイやその他のブルーグラスバンドのような様々なアコースティックプロジェクトに参加し、その中には有名なブルーグラスのマンドリン奏者であるデヴィッド・グリスマンとのコラボレーションも含まれた。ドキュメンタリー映画『グレイトフル・ダウグ』はガルシアとグリスマンの深く長期にわたる親交の様子が記録されている。
その他にガルシアが参加したバンドには、ブラック・マウンテン・ボーイズ、リージョン・オブ・マリー、レコンストラクション、ジェリー・ガルシア・アコースティック・バンドがある。ガルシアはまた、目の高いジャズのアーティストおよびインプロヴィゼイションのファンでもあった。彼はジャズのキーボード奏者、マール・サンダース、ハワード・ウェルスと長年に亘って様々なグループおよびジャムセッションで共にプレイした。そしてサキソフォン奏者オーネット・コールマンの1988年のアルバム『ヴァージン・ビューティー』に参加している。ガルシアはマール・サンダース、ムルガン・ブッカーと共にワールドミュージックのアルバム『Blues From the Rainforest』を録音し、このセッションからレインフォレスト・バンドが発足した。
ガルシアはまた、多くの時間を仲間のミュージシャンや友人を手伝ってスタジオでのセッションで過ごし、ギターやヴォーカル、ペダルスチール、時にはバンジョーやピアノを演奏し、またプロデュースも行った。彼は幅広く変化に富んだスタイルで、50以上のスタジオアルバムで演奏した。それらはブルーグラス、ロック、フォーク、ブルース、カントリー、ジャズ、電子音楽、ゴスペル、ファンクとレゲエと多岐に亘った。ガルシアの助けを受けたアーティストはジェファーソン・エアプレイン（最も有名なのは『シュールリアリスティック・ピロー』への参加で、ガルシアは彼らの「スピリチュアル・アドバイザー」としてクレジットされた。）を始めとして多数に及んだ。ガルシアは1967年中頃のインタビューで、同アルバムの「トゥデイ」、「プラスティック・ファンタスティック・ラヴァー」、「帰っておくれ」でリードギターを演奏したのを回想している。その他のアーティストとしては、トム・フォガティ、デヴィッド・ブロムバーグ、ロバート・ハンター（Relix Recordsからリリースした『Liberty』で）、ポール・ペナ、ピーター・ローワン、ウォーレン・ジヴォン、カントリー・ジョー・マクドナルド、ピート・シアーズ、ケン・ノーディーン、オーネット・コールマン、ブルース・ホーンズビー、ボブ・ディラン、イッツ・ア・ビューティフル・デイなどが上げられる。1995年にガルシアはサンジェイ・ミシュラの『Blue Incantation』で3曲に参加したが、これが彼の最後のスタジオセッションとなった。
1970年代前半を通して、ガルシア、レッシュ、ミッキー・ハートおよびデヴィッド・クロスビーはMIT卒の作曲家であり生物学者であるネッド・ラジンと初期のアンビエント・ミュージックの領域のいくつかのプロジェクトについて、間欠的に協力した。これらはアルバム『Seastones』（彼ら自身のレーベルであるラウンド・レコードからリリースされた）と、未完成のダンス作品「L」が含まれる。
ガルシアは1969年から1971年10月までペダルスティール・ギターを友人のサンフランシスコのグループ、ニュー・ライダース・オブ・ザ・パープル・セイジに貸し出した。同グループとの関係が増大し、ガルシアはデッドの活動を休止せざるを得なくなった。ガルシアは彼らのデビューアルバム『ニュー・ライダース・オブ・ザ・パープル・セイジ』にそのメンバーとしてクレジットされ、1974年のライブアルバム『Home, Home on the Road』をプロデュースした。彼はまた、クロスビー、スティルス、ナッシュ&ヤングのヒット曲「ティーチ・ユア・チルドレン」や、ブリューワー&シップリーの1970年のアルバム『Tarkio』でもペダルスティール・ギターを演奏している。ガルシア自身はペダルスティール・ギターの演奏に関して自分を初心者だと考えていたが、プレーヤーの投票では高位置にランクしていた。ペダルスティールを演奏しなくなってから長期間経過した後、1987年夏のデッドのコンサートで、彼はボブ・ディランと共に再びペダルスティールを演奏した。
1988年、ガルシアはいくつかのチャリティーコンサートに出演することに合意し、その中にはサンフランシスコのゴールデン・ゲート・パークで行われる「"Soviet American Peace Walk"」も含まれた。このコンサートは25,000名の観客を記録した。彼は長年の友人であるピート・シアーズに出演を依頼した。シアーズはその日全てのバンドと共にピアノを演奏し、そのうえ他の全てのミュージシャンの出演を周旋した。ショーでガルシアはミッキー・ハート、スティーヴ・パリッシュと共に演奏した。そして、その夜のグレイトフル・デッドの出番には警官が付き添った。ガルシアはまた、ベトナム戦争の退役軍人で平和活動家、コンコード海軍基地でエルサルバドルの軍事独裁政権に供与する武器を輸送する列車に轢かれて両脚を失ったブライアン・ウィルソンへの基金を集めるためにニック・グレイヴナイツ、ピート・シアーズと共に演奏した。
ガルシアは10代の頃にサンフランシスコ芸術大学で学んだが、1980年代後半に再びビジュアルアートについて関わるようになった。彼は多くのイラストレーション、リトグラフ、水彩画をオークションなどで販売した。それらの内のいくつかは明るい色と抽象的なパターンが特徴的な一連の男性用ネクタイの基礎となった。ガルシアの死から数年経過した後も、新たなスタイルやデザインで生産され販売が続けられている。いくつかはエッチングが元となり、その他は彼の素描や絵画、デジタルアートが元となっている。
ガルシアの芸術作品は1989年から96年までバークレーのウェア・ギャラリーに展示されていた。この期間にロバータ・ウェアはガルシアに新たな芸術的技法を提供し、1990年には最初の個展を後援、また彼に未使用のエッチング版を提供した。これらのエッチング版はギャラリーのスタッフによって処理、印刷され、ガルシアに戻されサインを入れられた後、通常はデッドのショーのバックステージで配付された。ウェア・ギャラリーで毎年開催された彼の個展は多くの注目を浴び、ニューヨークを始めとする他の都市での個展開催に繋がった。ガルシアはまた、デジタルアートにも初期の頃から注目していた。彼の芸術的スタイルは、音楽的アウトプットが変化したのと同様に変わり続け、彼はペンとインクスケッチのための小さなノートブックをあらゆるツアー先に携帯した。ロバータ・ウェアは現在もジェリー・ガルシアのアートワークのアーカイブを維持し続けている。

## 私生活
ガルシアは最初の妻となるサラ・ルペンサル・ガルシアとは1963年に出会った。彼女はガルシア、ハンター、ネルソンが演奏を行ったケプラーズ・ブックストアの裏にあるコーヒーハウスで働いていた。彼らは1963年4月23日に結婚し、娘のヘザーは12月8日に生まれた。
1970年8月に、ガルシアの母ルースはツインピークスの近くで交通事故に遭遇した。ガルシアは当時アルバム『アメリカン・ビューティー』のレコーディング中で、彼はしばしばセッションを離れ兄のクリフォードと母の元に訪れた。彼女は1970年9月28日に死去した。同じ年にガルシアは映画『砂丘』のサウンドトラックに参加している。
キャロリン・アダムズは1966年にガルシアと共にアシュベリー710に転居した。1967年、ガルシアはサラと離婚した。キャロリンはガルシアの次女アナベル・ウォーカー・ガルシア（1970年2月2日生）と三女テレサ・アダムズ「トリクシー」ガルシア（1974年9月21日生）を出産した。キャロリンはガルシアの娘を出産した当時、正式にはメリー・プランクスターズのジョージ・ウォーカーと結婚していた。アダムズとウォーカーは1978年に離婚し、アダムズとガルシアは1981年に結婚した。
1974年、『ブルース・フォー・アラー』の製作中にガルシアはデボラ・クーンズと出会った。クーンズは後に彼の三番目の妻となり、その死を見取った。ガルシアは1974年にクーンズと家庭に入る。1978年、アダムズはカリフォルニア州を離れ、オレゴン州の作家ケン・キージーの近くに転居した。キージーは彼女の最初の娘、サンシャイン・キージーの父親であった。アダムズはオレゴンで9年間暮らし、その間ガルシアはカリフォルニアでバンドのマネージャー、ロック・スカリーとノラ・セージと共に暮らした。セージは後にガルシアの作品の代表となった。ガルシアはアダムズと1994年に正式に離婚した。
1978年秋、シカゴでガルシアは芸術家のマナシャ・マジソンとの長きにわたる親交を開始した。1990年8月にガルシアとマナシャはサンアンセルモで結婚した。これはスピリチュアルなセレモニーで、法的慣例はなかった。彼らはカリフォルニアで娘のキーリン・ノエル・ガルシアと共に家庭を共有した。1992年にガルシアは最初のアートブック「J. Garcia: Paintings, Drawings and Sketches」を出版、マナシャに「"For Manasha, with love, Jerry"」のメッセージを添えて送った。
前の年の12月に出会ったガールフレンドのバーバラ・マイヤーとガルシアは、グレイトフル・デッドの1993年スプリング・ツアー前に別れた。1994年2月14日、ガルシアはデボラ・クーンズとサウサリートで結婚した。

### ライフスタイルと健康
ガルシアおよび彼の仲間のミュージシャンは、生涯の間に一握りのドラッグに従属していた。1967年10月2日、サンフランシスコのアシュベリー通り710（前年までグレイトフル・デッドが住宅を借り上げていた）に警察が捜査に入った。グレイトフル・デッドのメンバー、フィル・レッシュ、ボブ・ウェア、ロン「ピッグペン」マッカーナンがマリファナ使用の容疑で逮捕された。ガルシア自身は逮捕されなかった。翌年、ガルシアの写真はリチャード・ニクソンのキャンペーンコマーシャルで使用された。
1970年1月、ニューオーリンズからハワイに移動後バンドメンバーの大半が再び逮捕された。ショーの後ホテルに戻り、バンドは部屋にチェックインしたが、直後に警察が踏み込んだ。現場で約15名が逮捕されたが、ローディーの多くとバンドメンバーの大半（遅く到着したガルシアと、当時ドラッグを使用していなかったマッカーナンを除く）であった。
1973年後半のツアーでバンドはコカインを使いはじめた。1975年の活動中断の間に、ガルシアはヘロインの吸入を始めた。1977年、『グレイトフル・デッド・ムーヴィー』の製作と公開のストレスに影響され、ガルシアはヘロインとコカインにますます依存するようになった。この要因 - デッドの他のメンバー数名はアルコールと薬物の依存となった - がバンドに荒天の時を引き起こした。バンドの化学的結合は「ひびが入って砕け」始めた。そして、結束力は急激に低下した。結果として、キース・ゴドショウとドナ・ジーン・ゴドショウ は1979年2月にバンドを脱退した。しかしながらキーボード奏者ブレント・ミドランドの加入によって、バンドは新たな商業的高地に達した。状況はバンドにとって好転したようであったが、ガルシアの健康は下降していった。1983年までに、舞台上でのガルシアの物腰は変わっていった。いまだ大きな情熱と強さでギターを演奏しているにもかかわらず、彼が外されるのでは無いかと思われる時があった。そのように、ショーはしばしば矛盾していた。長期間に亘る喫煙は彼の声に影響し、体重もかなり増加していた。1984年までに、彼はパフォーマンスの間にしばしば顎をマイクロフォンにもたせ掛けるようになった。いわゆる「エンドレス・ツアー」は、長年の金融リスク、薬物使用と劣ったビジネス決定の結果、被害を被ることとなった。
ガルシアの10年に及ぶヘロイン中毒は、1985年1月に頂点に達した。バンドの他のメンバーは干渉を押さえていたが、バンドとドラッグのどちらを選択するか判断を迫られたガルシアは、カリフォルニア州オークランドのリハビリテーション・センターに入院することに同意した。その数日後、オークランドでの療養プログラムが始まる前に、ガルシアはゴールデン・ゲート・パークで麻薬所持のため逮捕された。彼はその後薬物更正プログラムに参加した。1985年を通して、ツアーの間彼は薬物使用の習慣をやめるために戦い、1986年までに完全に克服した。
過度の肥満、乱れた食事習慣および最近のドラッグ使用のためガルシアは1986年7月に糖尿病性昏睡に陥り、5日後に意識が復帰した。彼は後に、無意識のこの段階について、シュールな体験だったと語った。「さて、私はいくつかの非常に不思議な経験をした。私の主要な経験は、凄まじい活動の1つと昆虫のような存在を伴った一種の未来的な、宇宙船車両の相当な闘いだった。私が昏睡から回復した後、私には自分自身が原形質の小さな男になって、ポキンと折れることができる目打ちのついた切手の間で共に動けなくなっているイメージがあった。」ガルシアの昏睡は、彼にとって深い効果を与えた。それはギターをどのように演奏するかを再び学ぶ必要があることを強制し、それはより基本的なスキルについても同様だった。1か月以内に彼は急速に回復し、その年の後半には再びジェリー・ガルシア・バンドやグレイトフル・デッドでの演奏を始めた。この頃、ガルシアはマナシャ・マジソンという女性と頻繁に会っていた。2人は深い仲になり、マナシャはガルシアの4番目の娘、キーリン・ノエル・ガルシアを1987年12月20日に出産した。ジェリー、キーリン、マナシャは1993年まで家族として一緒に旅行し、家で暮らした。ガルシアの快復後、バンドは復帰作『イン・ザ・ダーク』を1987年にリリースし、同作はバンドにとってベストセラーのスタジオアルバムとなった。ガルシアの回復した健康とアルバムの成功により、バンドのエネルギーと化学的反応は1980年代後半から1990年にかけてピークに達した。
キーボード奏者ブレント・ミドランドは1990年7月にドラッグのオーバードーズで死去した。彼の死はガルシアに大きな影響を与え、バンドの化学的反応は決して同じではないと信じる気にさせた。秋のツアーが始まる前に、バンドは新たなキーボード奏者としてヴィンス・ウェルニックとブルース・ホーンズビーを加入させた。ホーンズビーの力強い演奏はガルシアを新たな段階の音楽的高みに連れて行った。バンドが1991年を通して続いたように、ガルシアはバンドの未来に関係した。彼は5年間続いたツアーに疲れていた。彼は主にバンドが新鮮な素材で戻ることができるように、休憩が必要であると考えた。しかしその考えはマネージメントの圧力により延期され、ツアーは続いた。ガルシアのスタミナとツアー継続への興味は減少し、彼は再び麻薬に手を出した。彼の麻薬への後戻りは短かったが、バンドの反応は迅速であった。ツアー最終のデンバーのステージ後、ガルシアはバンドの新たな干渉に直面した。悲惨なミーティングの後に、ガルシアはフィル・レッシュをサンラフェルの自宅に招き、ミーティングの後メサドンクリニックに通うと説明した。ガルシアは、自分自身で身ぎれいにして、音楽の製作に戻りたいと語った。
バンドが1992年夏のツアーから戻った後に、ガルシアは病気になり、1986年の糖尿病性昏睡に陥った頃に後戻りした。彼は病院に行くのを拒否し、その代わりに鍼師のYen Wei Choongの治療と、自宅でライセンスを持った医師の治療を受けることにした。グレイトフル・デッドは彼に回復する時間を与えるために秋のツアーをキャンセルしたが、それにも関わらず彼は続く数日間で回復した。その時ガルシアはタバコの量を減らし、ダイエットを始めた。彼はまた菜食主義者となった。
1995年の始めまでにガルシアの肉体的、精神的コンディションは悪化した。彼の演奏能力は、ギターのボリュームを小さくする点で損なわれ、彼はしばしば、どんな歌を演奏しているかを思い出す必要があった。この悪化したコンディションで、彼は苦痛を紛らわすために、再び麻薬を使用しはじめた。
二度目の薬物使用再発と現状を考慮して、ガルシアは1995年7月の間にベティ・フォード・センターに自身で入院した。彼の入院は限定的で、ほんの2週間にしか過ぎなかった。経験によって動機づけられて、彼はその後カリフォルニア州ラグニタス＝フォレスト・ノールズのセレニティ・ノールズ・トリートメントセンターに入院した。

## 死
53回目の誕生日から8日後の1995年8月9日午前4時23分、ガルシアはリハビリテーション・クリニックの自室で死亡しているのが発見された。死因は心筋梗塞であった。ガルシアは長年薬物依存症、過度の肥満、睡眠時無呼吸症候群、喫煙依存、および糖尿病に苦しめられ、体調も低下していた。レッシュはガルシアの死の知らせを聞いて、「私は突然無感覚になった；私は、最も古く長生きした友人、私の兄弟を失った。」と語った。ガルシアの葬儀は8月12日、ベルヴェディアのセントスティーブン聖公会教会で行われた。葬儀には彼の家族、グレイトフル・デッドのメンバー、そして彼らの友人（バスケ選手のビル・ウォルトンや歌手のボブ・ディランも含まれた）、未亡人のデボラ・クーンズが参列した。クーンズはガルシアの前妻の葬儀への参列を禁止した。
8月13日、サンフランシスコのゴールデン・ゲート・パークのポロフィールドでメモリアルセレモニーが開催され、約25,000名が出席した。群衆は数百の花、贈り物、絵や写真を持ち寄り、追悼のためバグパイプでの「アメイジング・グレイス」の演奏を行った。ヘイト・アシュベリーでは、アシュベリー・ハウスに嘆き悲しむファンが集まり、近くの木に白いバラが縛りつけられたと伝えられる。
1996年4月4日の朝、月食後にウェアとデボラ・クーンズ、サンジェイ・ミシュラはインド、リシケーシュのガンジス川にガルシアの遺灰を散骨した。残りの遺灰はサンフランシスコ湾に散骨された。デボラは元妻のキャロリンには遺灰を散骨することを許さなかった。

## 使用楽器
ガルシアはその経歴において数多くのギターを演奏し、それはフェンダー・ストラトキャスターやギブソン・SGからカスタムメイドのものまで及んでいた。ミュージシャンとしての三十数年の間に、ガルシアは約25本のギターを使用した。
1965年、ガルシアがワーロックスと演奏していたとき、彼はギルド・スターファイアを使用した。彼はそのギターをグレイトフル・デッドのデビューアルバムでも使用している。1967年後半から1968年の終わりまで、ガルシアは様々な色のギブソン・レスポールを使用した。1969年にはギブソン・SGを取り上げ、その年の後半から1970年にかけ多くのライブでSGを使用していたが、短期間サンバーストのストラトキャスターも使用している。
ガルシアの「ペダルスティールへの浮気期間」（『メイキング・オブ・アメリカン・ビューティ』でのボブ・ウェアによる）は1969年頃から1972年までで、初期の公演ではフェンダー・ペダルスティールを使用していたが後にZBカスタムD-10へと変更した。。これはダブルネックギターであったけれども、ガルシアはしばしばリアまたはウエスタンスイングネックのために最後の5本のペダル・ロッドを付けないほうを選んだ。加えて彼はグレイトフル・デッドやニュー・ライダーズ・オブ・ザ・パープル・セイジが最後にフィルモア・ウェストで演奏した1971年4月後半にはエモンズD-10も使用した。
1969年、ガルシアは3度の有名な外部レコーディングでペダルスティールを演奏した。ジェファーソン・エアプレインのアルバム『ヴォランティアーズ』収録の「ザ・ファーム」、ブリューワー&シップリーのヒットシングル「人生の道」、クロスビー、スティルス、ナッシュ&ヤングのアルバム『デジャ・ヴ』収録の「ティーチ・ユア・チルドレン」においてである。ガルシアは『デジャ・ヴ』のレコーディングでペダルスティールを演奏する代わりにハーモニーを学び、それはグレイトフル・デッドのアルバム『ワーキングマンズ・デッド』に生かされた。
1971年、ガルシアはサンバースト・レスポールを使用し始めた。その年の3月、彼は1本のギターを受け取ったがそれについては今日ほとんど知られていない。それは初期のアレンビック・プロジェクトか、またはピーナッツとして参照される。5月にはグラハム・ナッシュから貰った1957年製ストラトキャスターを使用し始めるが、彼はその年の秋までピックガードにアリゲーターのステッカーを貼らなかった。夏を通してガルシアはダブルカッタウェイのレスポールTVジュニアを使用した。これについては以下のサイトで写真を見ることができる。：http://dozin.com/jers/guitar/history.htm
1972年には「アリゲーター」と名付けられたフェンダー・ストラトキャスターを使用するが、その名の由来はピックガードに貼られたアリゲーターのステッカーであった。これはグラハム・ナッシュに貰った物であった。アリゲーターを使用したのは、最初に使用したカスタムメイドのギターであるダグ・アーウィン作のアレンビックがダメージを受けたためであった。このギターはテールピースの下に貼られたステッカーから「ウルフ」と名付けられ、製作には1500ドルかかったが、これは当時極めて高価なギターであった。
ウルフは、コクタン製のフィンガーボードと、ヘッドには木目のような多くの装飾が施され、フレットのドットはスターリングシルバーで造られた。ボディは心材にバイオレットウッド
が使用され、ウェスタンメイプルによって構成された。ガルシアは後に、元アレンビックの社員であったダグ・アーウィンに内部の電気回路を交換させたが、その際にヘッドのアレンビックのロゴに沿って自身独自のロゴを追加させた。システムはピックアップを構成するための2枚の交換可能なプレートを含んだ。一方は厳密にシングルコイルのために作られ、もう一方はハムバッカーが収められた。修正された楽器を受け取った後に間もなくガルシアは、「ためらわないで」というアドバイスと共にもう一本のカスタムギターの製作をアーウィンに依頼した。
グレイトフル・デッドのヨーロッパツアーの間に、ウルフは何度か使用されなかった。あるとき、ヘッドに小さなひびが入り、ガルシアは修理のためそれをアーウィンに送った。ウルフが修理中の2年間、ガルシアはトラビス・ビーンのギターを主に演奏した。1977年9月28日、アーウィンは修理の完了したウルフをガルシアの元に届けた。ウルフの名の元となったステッカーが再び貼り付けられた。それはバイパスできるピックアップとコントローラー（それはインラインエフェクトがいつでも同じ信号を「見る」ことができるように）で生じるループエフェクトを特徴とした。アーウィンはまた、ヘッドの表面には彼のロゴのみを貼り付けた（彼は後に自分自身がギターを造ったと主張したが、ロゴの変遷を記録した写真は、アレンビックからアレンビック&アーウィン、アーウィンへ変わっていったことを明らかに示している。）。『グレイトフル・デッド・ムーヴィー』ではガルシアはウルフを演奏し、ウルフの鮮明な映像が記録されている。
最初にギターの製作を依頼してから約7年後の1979年に、ガルシアは3本目のカスタムギターをアーウィンから受け取った（アーウィンによる最初のギターは「イーグル」で、2本目が「ウルフ」であった。）。ガルシアがそれを初めて使用したのは1979年8月4日、オークランド・オーディトリアム・アリーナであった。そのギターはプリアンプ・カバーのはめ込み細工から「タイガー」と名付けられた。タイガーのボディは質感が豊かで、表面にはココボロが使用され、その下の層にはメイプルストライプ、バーミリオン、フレイムメイプルが順に使用された。ネックはウェスタンメイプルが使用され、コクタン製のフィンガーボードが取り付けられた。ピックアップはシングルコイルのディマジオ SDS-1と、2つのハムバッカー、ディマジオ Super IIが使用され、それらはガルシアの好みに応じて容易に取り外し可能であり、彼は1年か2年ごとに交換した。電気回路はガルシアがトーンコントローラーとボリュームコントローラーで音とエフェクトをコントロールできるバイパスループエフェクトと、ギター背部のプレートの裏に収められたプリアンプ/バッファから構成された。タイガーの重量は全てを含んで13½ポンドとなった。これは続く11年間に亘ってガルシアの主要なギターとなった。彼はそのほとんどでタイガーを演奏した。
1980年代後半、ガルシア、ウェア、CSNを始めとする多くのアーティストはアルバレツ・ヤイリのアコースティックギターを支持した。ガルシアがモデュラス・グラファイトネックのDY99ヴィルトゥオーソ・カスタムを演奏している多くの写真（大半はプロモーション用である）が出回っている。彼は装飾の少ないモデルを演奏すると決めたが、アルバレツ・ヤイリのカタログでは、「tree of life」モデルを持っている写真が使用されている。このハンドメイドギターは日本の弦楽器製作者である矢入一男と、サン・ラフェルのモデュラス・グラファイトのコラボレーションによるものである。ガルシアの死によって、他のギター同様にDY99モデルは伝説となり、コレクターの間で貴重な物として扱われる。
1990年にアーウィンはガルシアの4番目のカスタムギター、ローズバッドを完成させた。それは前のギター、タイガーと多くの点で同様であったが、はめ込み細工と電気回路、トーン及びボリュームコントローラー、そして重量が異なっていた。ローズバッドはタイガーと異なり、3つのハムバッカーが取り付けられた。ネックとブリッジのピックアップはトーンコントロールを共有した一方、ミドルはそれ自身のトーンコントロールを持っていた。ギターの先にはローランドGK2ピックアップがあり、コントローラーはギターの中に配置された。GK2はラックマウントシンセサイザーのローランドGR-50と接合して使用された。グレイトフル・デッドのレコーディングで「ネットなし」 で聞こえるように、GR-50シンセサイザーはこの頃のライブでMIDIエフェクトを生成するコルグM1Rシンセサイザーを順番に駆動した。ギター部分は重量を11½ポンドまで下げるためにくりぬかれた。はめ込み細工（バラを持って踊る骸骨）はブリッジの直下のプレートをカバーする。機器の最終コストは11,000ドルとなった。
1993年、弦楽器製作者のスティーブン・クライプはガルシアのために楽器を製作しようと試みた。写真や映画を見てタイガーを研究した後、クライプはすぐに再びそのはめ込み細工にちなんでライトニング・ボルトとして知られるようになるギターの製作に着手した。そのギターはフィンガーボードにブラジル産のローズウッドを使用し、本体は東インド産のローズウッドが使用された。これはクライプによる皮肉で、19世紀のアヘン吸飲者が使用していたベッドと同じ材質であった。全くの推測から作り上げられたライトニング・ボルトであったが、ガルシアのお気に入りとなり、彼はそれだけを使用するようになった。間もなく、ガルシアはクライプに対してバックアップのギターを製作するよう頼んだ。クライプはオリジナルの寸法を測らず、写真も撮らなかったが、単に「即興でやれ」と言われた。
クライプは後にバックアップのギターを製作して届けたが、これはトップ・ハットとして知られるようになった。ガルシアは彼からそれを6,500ドルで購入したが、それはクライプが製作して販売した初めてのギターであった。しかしながら、ガルシアはライトニング・ボルトに夢中で、めったにバックアップを使用しなかった。
ガルシアの死後に、彼のウルフとタイガーの所有権が問題になった。ガルシアの遺志によると、作者のダグ・アーウィンに行くべきだったとする。残されたグレイトフル・デッドのメンバーはこれに反対し、それらの所有権はバンドにあると考え、2件の訴訟が起こされた。裁判は2001年にアーウィンが勝訴した。アーウィンは1988年に轢き逃げ事故に遭い、ほとんど無一文の状態であった。彼は再びギター・ワークショップを開くことを願い、そのギターを競売に出すこととした。
2002年5月8日に、ウルフとタイガーは他の記念品と共にニューヨークのスタジオ54でのオークションに出品された。タイガーは957,500ドルで落札され、一方ウルフは789,500ドルで落札された。2本は合計174万ドルで購入され、楽器のオークション落札価格として新記録を達成した。ウルフは現在、ニューヨーク州ユーティカの個人宅に空調完備で保管されており、タイガーはインディアナポリス・コルツのオーナー、ジム・アーセイの私的なコレクションとなっている。

## レガシー
ガルシアは1977年の映画『未知との遭遇』のインドで群衆が現れる場面にエキストラとして出演した。その翌年から、グレイトフル・デッドはコンサートにおいて未知との遭遇のテーマ曲を即興で演奏するようになった。
1987年、アイスクリームメーカーのベン&ジェリーズは「サクランボとファッジのフレークをトッピングしたチェリーアイスクリーム」を、ガルシアに因んで「チェリーガルシア」と名付けて販売した。
ガルシアは1994年にグレイトフル・デッドのメンバーとしてロックの殿堂入りした。ガルシアはイベントに参加しなかった。
有名なギタープレーヤーでありガルシアのファンとしても知られるウォーレン・ヘインズは、ガルシアを記念して「パッチワークキルト」を作曲した。グラミー賞を獲得したレゲエアーティストのバーニング・スピアは、1997年「プレイ・ジェリー」をリリースしてガルシアに敬意を払った。
シットコム『ロザンヌ』のシーズン8「ハロウィーン：最終章」はガルシアの死から間もない1995年10月31日に放送されたが、彼に追悼の意を示し、登場キャラクターの赤ん坊にジェリー・ガルシア・コナーと名付けた。
ローリング・ストーン誌は2003年に「ローリング・ストーンの選ぶ歴史上最も偉大な100人のギタリスト」でジェリー・ガルシアを13位に選出した。
2005年にD12のラッパー、プルーフはアルバム『サーチング・フォー・ジェリー・ガルシア』をリリースした。アルバムがリリースされたのはガルシアの10年目の命日であった。
1996年のコメディ映画『アメリカの災難』では主人公2人に生まれた赤ん坊がジェリー・ガルシアに因んでガルシアと名付けられた。
ウィーンはアルバム『12 Golden Country Greats』のセッションで「So Long Jerry」という曲を録音したが、それはアルバムには収録されず、結局シングル「Piss Up a Rope」に収録された。
サンフランシスコ・ベイエリア出身で友人のギタリスト、ヘンリー・カイザーによると、ガルシアは「歴史上最も録音されたギタリストである。2,200回以上のグレイトフル・デッドのコンサートと、1,000回以上のジェリー・ガルシア・バンドのコンサートがテープに記録された。同様に数多くのスタジオセッションも。15,000時間以上の彼のギタープレイが存在している。」とされる。
2004年7月30日、メルヴィン・シールズは「グレイトフル・ガルシア・ギャザリング」と名付けられた野外音楽フェスティバルのヘッドライナーに、ジェリー・ガルシア・バンドのメンバーとして初めて出演した。2007年にはドラマーのデヴィッド・ケンパーも参加した。その他のガルシアの友人とミュージシャンは、ドナ・ジーン・ゴドショウ、ムーキー・ジーゲル、ピート・シアーズ、G・E・スミス、チャック・ハマー、バリー・スレス、ジャッキー・グリーン、ブライアン・レッシュ、サンジェイ・ミシュラ、マーク・カランらが参加した。
2005年7月21日、サンフランシスコレクリエーション・公園委員会はマクラーレン公園の円形劇場を「ジェリー・ガルシア・アンフィシアター」と命名することを決議した。劇場はガルシアが育ったエクセルシオール地区に位置する。ジェリー・ガルシア・アンフィシアターでの最初のショーは2005年のジェリー・デイである2005年8月7日に行われた。ジェリーの兄、ティフ・ガルシアは劇場に最初に招かれた最初の人物となった。ジェリー・デイはガルシアが幼い頃に例年行われていた記念日である。献辞式典は第二ジェリー・デイの2005年10月29日に、市長ギャビン・ニューサムの司会で行われた。
2005年9月24日、「Comes a Time: A Celebration of the Music & Spirit of Jerry Garcia」トリビュート・コンサートがバークレーのハースト・グリーク・シアターで行われた。コンサートにはボブ・ウェア、ビル・クルーツマン、ミッキー・ハート、ブルース・ホーンズビー、トレイ・アナスタシオ、ウォーレン・ヘインズ、ジミー・ヘリング、マイケル・カン、ジェイ・レーン、ジェフ・キメンティ、マーク・カラン、ロビン・シルベスター、ケニー・ブルックス、メルヴィン・シールズ、マール・サンダース、マーティ・ホランド、ステュ・アレン、グロリア・ジョーンズ、ジャッキー・ラブランチらが参加した。
また、2008年にはジョージアを拠点とする作曲家のリー・ジョンソンがオーケストラの演奏によるグレイトフル・デッドのトリビュート曲をリリースした。曲はロシア国立管弦楽団と共に録音され、「Dead Symphony: Lee Johnson Symphony No. 6.」
と名付けられた。ジョンソンは2008年7月26日に放送されたNPRの「Weekend Edition」でインタビューを受け、ガルシアの作詞作曲の才能と作品を称賛した。ジョンソンが指揮するボルティモア交響楽団による公演は8月1日（金）に行われた。
2010年、カリフォルニアのサンタバーバラ・ボウルは、歩道に沿ってジェリー・ガルシア・グレンをオープンさせた。そこにはガルシアの右手の彫像がある。
シアトルのロックバンド、サウンドガーデンはインストルメンタル曲「ジェリー・ガルシアズ・フィンガー」を作曲した。同曲はシングル「プリティ・ヌース」のB面としてリリースされた。
アルゼンチンのバンド、マッサカーはアルバム『Juguetes para olvidar』に「A Jerry Garcia」という曲を収録した。
アメリカ合衆国とイギリスのアクスブリッジでは毎年ジェリー・ガルシアを記念して数多くのミュージックフェスティバルを開催している。
NOFXのアルバム『ヘヴィ・ペッティング・ズー』に収録された曲の一つはガルシアの死について言及しているが、その日付は間違っている。
2013年、ジェリー・ガルシアの家族とのパートナーシップにおいて、ウエストチェスター郡ポート・チェスターのキャピトル・シアターはそのロビーバーを、数あるロック公演地の中からポート・チェスターを好きな開催地として取り上げたグレイトフル・デッドのギタリストでありヴォーカリストであるジェリー・ガルシアに因んで命名した。
「ヘイト・アンド・アシュベリーの歴史的コーナーで、マダム・タッソーはジェリー・ガルシアの蝋人形を彼の娘キーリン、妻マナシャと共に初公開する。前の伝説が、彼がその大部分を担った都市の揺れ動いた文化の象徴であり続けると、一家は感情とプライドによって満たされた。今や彼の遺産はサンフランシスコのマダム・タッソー館にある公式な蝋人形に生き長らえ、ベイエリアの訪問客はジェリーを見る機会を持つであろう...」「彼らはヴォルテールやベンジャミン・フランクリンの時代からそのようにしており、そして、ここにジェリーが含まれることは信じられない光栄だ。」とマナシャ・ガルシアは語った。
2015年5月14日、トリビュートイベント「Dear Jerry」がコロンビアのメリウェザー・ポスト・パビリオンで開催された。
2015年、ジェリー・ガルシアの元妻マナシャ・ガルシアおよび娘のキーリン・ガルシアは、ジェリー・ガルシア財団を設立した。同財団は非営利で、芸術的、環境的および人道的事業をサポートする。

## ディスコグラフィ
- ソロ作品[97]
  - ザ・ホウィール - 1972
  - コンプリメンツ - 1974
  - リフレクションズ - 1976
  - ラン・フォー・ザ・ローゼズ - 1982
- ジェリー・ガルシア/バンド
  - キャッツ・アンダー・ザ・スターズ - 1978
  - ジェリー・ガルシア・バンド - 1991
  - ハウ・スウィート・イット・イズ - 1997
  - Don't Let Go - 2001
  - Shining Star - 2001
  - Pure Jerry: Theatre 1839, San Francisco, July 29 & 30, 1977 - 2004 (Pure Jerry #1)
  - After Midnight: Kean College, 2/28/80 - 2004
  - Pure Jerry: Lunt-Fontanne, New York City, October 31, 1987 - Jerry Garcia Band and Jerry Garcia Acoustic Band - 2004 (Pure Jerry #2)
  - Pure Jerry: Lunt-Fontanne, New York City, The Best of the Rest, October 15-30, 1987 - Jerry Garcia Band and Jerry Garcia Acoustic Band - 2004 (Pure Jerry #3)
  - Pure Jerry: Merriweather Post Pavilion, September 1 & 2, 1989 - 2005 (Pure Jerry #5)
  - Pure Jerry: Warner Theatre, March 18, 1978 - 2005 (Pure Jerry #6)
  - Pure Jerry: Coliseum, Hampton, VA, November 9, 1991 - 2006 (Pure Jerry #7)
  - Pure Jerry: Bay Area 1978 - 2009 (Pure Jerry #9)
  - Let It Rock: The Jerry Garcia Collection, Vol. 2 - 2009
  - Garcia Live Volume One - 2013
  - June 26, 1981, Warfield Theatre, San Francisco, CA - 2013 (Garcia Live Volume 1.5)
  - Garcia Live Volume Two - 2013
  - Fall 1989: The Long Island Sound - 2013 - Jerry Garcia Band and Bob Weir & Rob Wasserman
  - Garcia Live Volume Four - 2014
  - Garcia Live Volume Five - 2014
  - On Broadway: Act One - October 28th, 1987 - Jerry Garcia Band and Jerry Garcia Acoustic Band - 2015
- ジェリー・ガルシア・アコースティック・バンド
  - オールモスト・アコースティック - 1988
  - Ragged but Right - 2010
- ニュー・ライダース・オブ・ザ・パープル・セイジ
  - ニュー・ライダース・オブ・ザ・パープル・セイジ - 1971
  - Before Time Began - 1986
  - Vintage NRPS - 1986
  - Glendale Train - 2013
- オールド・アンド・イン・ザ・ウェイ
  - オールド・アンド・イン・ザ・ウェイ - 1975
  - That High Lonesome Sound - 1996
  - Breakdown - 1997
  - Live at the Boarding House - 2008
  - Live at the Boarding House: The Complete Shows - 2013
- リージョン・オブ・マリー
  - Legion of Mary: The Jerry Garcia Collection, Vol. 1 - 2005
  - Garcia Live Volume Three - 2013
- ジェリー・ガルシア・アンド・マール・サンダース
  - Heavy Turbulence - 1972[98][99]
  - Fire Up - 1973[100][101]
  - Live at Keystone - 1973
  - Keystone Encores - 1988
  - Fire Up Plus - 1992
  - Pure Jerry: Keystone Berkeley, September 1, 1974 - 2004 (Pure Jerry #4)
  - Keystone Companions: The Complete 1973 Fantasy Recordings - 2012
- ジェリー・ガルシア・アンド・デヴィッド・グリスマン
  - Garcia/Grisman - 1991
  - Not for Kids Only - 1993
  - シェイディー・グローヴ - 1996
  - So What - 1998
  - The Pizza Tapes - 2000
  - グレイトフル・ダウグ - 2001
  - ビーン・オール・アラウンド・ディス・ワールド - 2004
  - The Pizza Tapes: Extra Large Edition - 2010[102][103]
  - Garcia Grisman: Alternate - 2012[104][105]
- ジェリー・ガルシア・アンド・ジョン・カーン
  - Pure Jerry: Marin Veterans Memorial Auditorium, San Rafael, California, February 28, 1986 - 2009 (Pure Jerry #8)
- コンピレーション
  - オール・グッド・シングス:ジェリー・ガルシア・スタジオ・セッションズ - 2004
  - Garcia Plays Dylan - 2005
  - ヴェリー・ベスト・オブ・ジェリー・ガルシア - 2006
  - Well-Matched: The Best of Merl Saunders & Jerry Garcia - 2006

- 他のアーティストと
  - シュールリアリスティック・ピロー - ジェファーソン・エアプレイン - 1967
  - ヴォランティアーズ - ジェファーソン・エアプレイン - 1970
  - Tarkio - ブリューワー&シップリー - 1970
  - デジャ・ヴ - クロスビー、スティルス、ナッシュ&ヤング - 1970
  - Blows Against the Empire - ポール・カントナー and ジェファーソン・スターシップ - 1970
  - マリイング・メイデン - イッツ・ア・ビューティフル・デイ - 1970[106]
  - Stephen Stills 2 - スティーヴン・スティルス - 1971
  - フーテロール - ハワード・ウェルス and ジェリー・ガルシア - 1971
  - イフ・アイ・クッド・オンリー・リメンバー・マイ・ネーム - デヴィッド・クロスビー - 1971
  - Sunfighter - ポール・カントナー and グレイス・スリック - 1971
  - Powerglide - ニュー・ライダース・オブ・ザ・パープル・セイジ - 1972
  - Songs for Beginners - グラハム・ナッシュ - 1972
  - Graham Nash David Crosby - グラハム・ナッシュ and デヴィッド・クロスビー - 1972
  - Demon in Disguise - デヴィッド・ブロムバーグ - 1972
  - Excalibur - トム・フォガティ - 1972
  - Ace - ボブ・ウェア - 1972
  - 天使の歌声 - アート・ガーファンクル - 1973
  - Baron von Tollbooth & the Chrome Nun - ポール・カントナー、グレイス・スリック、デヴィッド・フライバーグ - 1973
  - New Train - ポール・ペナ - 1973
  - Wanted Dead or Alive - デヴィッド・ブロムバーグ - 1973
  - Keith & Donna - キース・ゴドショウ and ドナ・ジーン・ゴドショウ - 1975
  - Seastones - ネッド・ラジン - 1975
  - ヴァージン・ビューティー - オーネット・コールマン - 1988
  - Watchfire - ピート・シアーズ - 1988[107]
  - Transverse City - ウォーレン・ジヴォン - 1989
  - A Night on the Town - ブルース・ホーンズビー - 1990
  - Blues from the Rainforest - マール・サンダース - 1990[108]
  - Superstitious Blues - カントリー・ジョー・マクドナルド - 1991[109]
  - Devout Catalyst - ケン・ノーディーン - 1992[110]
  - Astronauts & Heretics - トーマス・ドルビー - 1992
  - Harbor Lights - ブルース・ホーンズビー - 1993
  - Blue Incantation - サンジェイ・ミシュラ - 1994
  - Trios - ロブ・ワッサーマン - 1994[111]
  - Hot House - ブルース・ホーンズビー - 1995
  - Side Trips, Volume One - ハワード・ウェルス and ジェリー・ガルシア - 1998
  - Mother McCree's Uptown Jug Champions - マザー・マクリーズ・アップタウン・ジャグ・チャンピオン - 1999

## 参照
1. ↑  Modern Guitars TB1000A reaches $312,000.
2. 1 2 3 4  Ruhlmann, Willam. “Jerry Garcia biography”. Allmusic biographies.   All Media Guide, LLC. 2007年4月25日閲覧。
3. 1 2 3 4  “Garcia, Jerome John”. Encyclopadia Britannica.  Encyclopadia Britannica Online (2007年). 2007年7月8日閲覧。
4. 1 2 3 4 5  “The Grateful Dead”. Rock and Roll Hall of Fame Inductees.   The Rock and Roll Hall of Fame and Museum, Inc. (1994年). 2007年4月25日閲覧。
5. 1 2 3 4 5 6 7 8  Compiled by Stratton, Jerry (1995年). “Collection of news accounts on Jerry Garcia's death”. Jerry Garcia: New Accounts First. 2007年4月8日閲覧。
6. 1 2  “The 100 Greatest Guitarists of All Time”. Rolling Stone (2003年). 2007年7月5日時点のオリジナルよりアーカイブ。2007年7月14日閲覧。
7. 1 2  Jackson, Blair (1999). Garcia: An American Life. Penguin Books. pp. 1, 2, 5. ISBN 0-14-029199-7
8. 1 2 3 4 5  “Jerry Garcia: a SF mission upbringing growing up in the Excelsior”. 2007年4月3日閲覧。
9. ↑  Jackson, p. 7
10. ↑  McNally, Dennis (2002). A Long Strange Trip: The Inside Story of the Grateful Dead. Broadway Books. ISBN 0-7679-1185-7
11. ↑  Troy, Sandy (1994). Captain Trips: A Biography of Jerry Garcia. Thunder's Mouth Press. ISBN 1-56025-076-3
12. 1 2  McNally, pg. 7
13. ↑  McNally, pg. 6
14. 1 2  Troy, pg. 3
15. ↑  Jackson, pg. 6
16. 1 2 3 4 5 6 7 8  Wenner, Jann and Reich, Dr. Charles (1972年). “Jerry Garcia interview”. Rolling Stone. 2007年4月4日閲覧。
17. 1 2 3 4  Brown, David Jay and Novick, Rebecca McClean. “Mavericks of the Mind: Conversations for the New Millennium”. Mavericks of the Mind - Internet Edition. 2006年10月23日時点のオリジナルよりアーカイブ。2007年4月8日閲覧。
18. 1 2 3 4 5 6 7 8 9 10 11 12 13 14 15 16 17 18 19 20 21 22 23 24 25 26  Lesh, Phil (2005). Searching for the Sound: My Life with the Grateful Dead. Little, Brown and Company. ISBN 0-316-00998-9
19. ↑  Jackson, pg. 8
20. 1 2  Troy, pg. 4
21. ↑  McNally, pg. 8
22. ↑  "Garcia, Jerry." Encyclopedia of Popular Music, 4th ed.. Oxford Music Online. Oxford University Press, accessed September 29, 2014.
23. ↑  Jackson, pg. 9
24. 1 2  Jackson, pg. 11
25. ↑  Jackson, pg. 12
26. ↑  Jackson, pg. 13
27. 1 2 3  McNally, pg. 10
28. 1 2  Troy, pg. 10
29. 1 2  McNally, pg. 13
30. ↑  Troy, pg. 11
31. ↑  McNally, pg. 14
32. 1 2  McNally, pg. 12
33. ↑  Troy, pg. 14
34. 1 2  McNally, pg. 15
35. ↑  Troy, pg. 15
36. ↑  McNally, pg. 16
37. ↑  Troy, pg. 16
38. ↑  McNally, pg. 17
39. ↑  McNally, pg. 21
40. 1 2  McNally, pg. 22
41. 1 2  McNally, pg. 23
42. 1 2 3  McNally, pg. 24
43. 1 2  Troy, pg. 26
44. ↑  Troy, pg. 27
45. ↑  McNally, pg. 25
46. ↑  Kahn, Alice (1984). Jerry Garcia and the Call of the Weird. originally appeared San Jose Mercury News, 12/1984, included in The Grateful Dead Reader on Google Books 2008年8月7日閲覧。
47. 1 2  Metzger, John (2005年). “Traveling So Many Roads with Bob Matthews”. The Music Box. 2007年4月4日閲覧。
48. ↑  Garcia, Jerry; Leicester, Marshall; and Arnold, Dick (1962年). “Vintage Jerry Garcia/Sleepy Hollow Hog Stompers 1962”. Community Tracker.   eTree. 2007年4月4日閲覧。
49. ↑  Stories about the "Grateful Dead" appear in many cultures.
50. 1 2 3  Dodd, David (2007年). “The Annotated Grateful Dead Lyrics”. 2007年7月12日閲覧。
51. ↑  Sievert, Jon (1981年). “Bob Weir Rhythm Ace”. Dozin.com. 2007年7月13日閲覧。
52. ↑  “Garcia on acoustic guitar playing” (1985年). 2007年7月16日閲覧。
53. ↑  Grateful Dawg on Internet Movie Data Base
54. ↑  “Black Mountain Boys”. 1999年10月22日時点のオリジナルよりアーカイブ。2013年4月12日閲覧。 photo at eyecandypromo.com. Retrieved April 12, 2013.
55. ↑  Jerry Garcia, Collected Artwork, pp.176-177
56. ↑  S.F.Chronicle, December 9, 1992
57. 1 2  “Art of Jerry Garcia, Mickey Hart and Roberta Weir”.   Weir Gallery. 2015年7月8日閲覧。
58. 1 2 3 4  Garcia, Jerry (1994年). “The Last Will and Testament of Jerome J. ("Jerry") Garcia”. Rockmine. 2007年5月16日閲覧。
59. ↑  Garcia: An American Life Blair Jackson
60. ↑  Lacher, Irene (1005年3月14日). “The Day of the Dead: From Hotel Suites to Wet Suits, Jerry Garcia's Art Is Becoming an Empire”. Los Angeles Times
61. ↑  J. Garcia: Paintings, Drawings and Sketches' Pub. Celestial Arts, Berkeley 1992
62. ↑  Svetkey, Benjamin (1993年3月12日). “The essential Grateful Dead History”. Entertainment Weekly. 2009年9月21日閲覧。
63. ↑  "Youth", Nixon campaign ad (at 0:12)
64. ↑  “The Legend of Jerry Garcia”. CBS News (2009年2月11日). 2009年2月11日閲覧。
65. 1 2 3 4 5  Compiled by Stratton, Jerry. “Collection of news accounts on Jerry Garcia's death”. Jerry Garcia: News Accounts After. 2007年5月9日閲覧。
66. ↑  Dennis McNally, A Long Strange Trip, 2002, pg 614.
67. ↑  “Grateful Dead Guitarist Jerry Garcia Dies at 53”. spokesman.com. 2014年4月29日閲覧。
68. ↑  “Jerry Garcia's Last Trip”. The Washington Post. (1996年4月9日) 2015年8月9日閲覧。
69. ↑  “Ashes Of Jerry Garcia Sprinkled Into Ganges”. Orlando Sentinel. (1996年4月8日) 2015年7月8日閲覧。
70. ↑  Carlin, Plter (January 27, 1997). “War of the Wives”. People.
71. 1 2 3 4  “Jerry Garcia guitar history”. Dozin.com. 2007年7月17日閲覧。
72. ↑  Gulla, Bob (2009). Guitar Gods: The 25 Players who Made Rock History. ABC-CLIO. ISBN 978-0-31335-806-7
73. ↑   Beat Instrumental & International Recording. p. 52.
74. ↑  Teach Your Children by Crosby, Stills, Nash & Young Songfacts
75. 1 2 3  “The Wolf guitar”. Dozin.com. 2007年7月17日閲覧。
76. 1 2  Garcia Guitar Directory - Tiger - Irwin
77. 1 2 3  “The Tiger guitar”. Dozin.com. 2007年7月18日閲覧。
78. 1 2 3  “The Rosebud guitar”. Dozin.com. 2007年7月18日閲覧。
79. ↑  Rosebud by Doug Irwin
80. 1 2 3 4  “The Lightning Bolt guitar”. Dozin.com. 2007年7月18日閲覧。
81. 1 2 3 4  Wolverton, Troy (2002年). “Jerry Garcia's guitars up for auction”. CNet News.   CNET Networks. 2013年1月19日時点のオリジナルよりアーカイブ。2007年7月20日閲覧。
82. 1 2 3 4  Selvin, Joel (2002年5月9日). “'Wolf,' 'Tiger' sold at memorabilia auction for $1.74 million”. San Francisco Chronicle (Hearst Communications Inc) 2007年7月20日閲覧。
83. ↑  Battista, Judy (2005年12月18日). “Irsay Can Get Satisfaction as the Laid-Back Owner of the Colts”. The New York Times 2009年1月17日閲覧。
84. ↑  Close Encounters of the Third Kind (1977) - Trivia - IMDb
85. ↑  Bedding, James. "New England: Braving the Deep Freeze", The Daily Telegraph, January 22, 2005
86. ↑  Hays, Constance L. "Getting Serious at Ben & Jerry's: Cherry Garcia and Friends Trade Funky for Functional", The New York Times, May 22, 1998
87. ↑  Cherry Garcia Trademark Assignment Abstract of Title at the United States Patent and Trademark Office
88. ↑  Cherry Garcia at the Ben & Jerry's official website
89. ↑  Trager, O. (1997). The American Book of the Dead. A Fireside book. Touchstone. p. 137. ISBN 978-0-684-81402-5 2016年2月3日閲覧。
90. ↑  Kaiser, Henry. "Jerry Garcia Live!", Guitar Player, October 2007
91. ↑  “San Francisco Recreation & Park Department: Jerry Garcia Amphitheater”. Recreation and Parks.   City & County of San Francisco. 2007年7月4日閲覧。
92. ↑  Margolis, Robert (2005年). “Trey, Weir Honor Garcia”. Rolling Stone news. 2007年7月4日閲覧。
93. ↑  “Composer Introduces A 'Dead' Symphony”.   npr.org. 2008年7月26日閲覧。
94. ↑  “Madame Tussauds San Francisco Shares Sneak Peek of Jerry Garcia Wax Figure”. 2014年8月2日閲覧。
95. ↑  Greenberg, Rudi (2015年5月15日). “Gratefully yours: At Dear Jerry, an all-star lineup honored Grateful Dead icon Garcia”. The Washington Post
96. ↑  Liberatore, Paul (July 17, 2015). "Jerry Garcia Foundation Uses Grateful Dead Icon's Art for 'Greater Good'", Marin Independent Journal. Retrieved August 4, 2015.
97. ↑  “Jerry Garcia discography”. The Grateful Dead Family Discography.   Deaddisc.com. 2007年7月4日閲覧。
98. ↑  Chadbourne, Eugene. Heavy Turbulence at AllMusic. Retrieved February 10, 2016.
99. ↑  Heavy Turbulence, Jerry Garcia official website. Retrieved February 10, 2016.
100. ↑  Chadbourne, Eugene. Fire Up at AllMusic. Retrieved February 10, 2016.
101. ↑  Fire Up, Jerry Garcia official website. Retrieved February 10, 2016.
102. ↑  Thomas, Mike (April 13, 2012). "Jerry Garcia, David Grisman and Tony Rice: The Pizza Tapes (Extra Large Edition), Relix. Retrieved February 10, 2016.
103. ↑  Jackson, Blair (May 6, 2010). "Acoustic Oasis Offers 'X-Large' Serving of The Pizza Tapes", dead.net. Retrieved February 10, 2016.
104. ↑  "Garcia/Grisman, Alternate Garcia/Grisman and Hi-Def Folk Released on Acoustic Oasis", Relix, August 1, 2012. Retrieved February 10, 2016.
105. ↑  Relfman, Sara (August 10, 2012). "David Grisman Updates the Garcia/Grisman Classic, Grateful Dawg", Grateful Web. Retrieved February 10, 2016.
106. ↑  Planer, Lindsay. Marrying Maiden at AllMusic. Retrieved February 10, 2016.
107. ↑  Watchfire at AllMusic. Retrieved February 10, 2016.
108. ↑  Planer, Lindsay. Blues from the Rainforest at AllMusic. Retrieved February 16, 2016.
109. ↑  Ruhlmann, William. Superstitious Blues at AllMusic. Retrieved February 10, 2016.
110. ↑  Carruthers, Sean. Devout Catalyst at AllMusic. Retrieved February 10, 2016.
111. ↑  Meyer, Richard. Trios at AllMusic. Retrieved February 10, 2016.